# چهارسگ‌دندان
چهارسگ‌دندان (نام علمی: Tetracynodon) نام یک سرده از راسته ددکمانان است.